# Edicions de la Rosa Vera
Edicions de la Rosa Vera fou una editorial de bibliofília catalana creada a Barcelona el 1945 pel mecenes Victor M. d'Imbert sota la direcció tècnica de Jaume Pla i Pallejà, que animà nombrosos dibuixants a introduir-se en el camp del gravat. Intentà establir una col·laboració estreta entre els autors dels textos i els seus il·lustradors, iniciativa innovadora en aquell moment en el món de l'edició artística. Els il·lustradors més rellevants foren Emili Grau Sala, Josep Granyer, o Jaume Pla mateix.
Durant la dècada de 1950 s'intentà llençar la col·lecció en el mercat castellà, amb la publicació de diversos números d'una sèrie titulada "Los artistas grabadores", que no tingué continuïtat. Les edicions en català, actives fins a la dècada de 1970 s'anaren fent irregular en els darrers anys fins a interrompre's el 1984.
Una part del seu fons es conserva a la Biblioteca de Catalunya, on ingressà dins de la col·lecció d'autògrafs Ramon Borràs.